# Landtagswahlkreis Brandenburg an der Havel II
Der Wahlkreis Brandenburg an der Havel II (Wahlkreis 17) ist ein Landtagswahlkreis in Brandenburg. Er umfasst mit den Stadtteilen Altstadt, Dom, Gollwitz, Hohenstücken, Kirchmöser, Neustadt, Nord und Wust den Großteil der kreisfreien Stadt Brandenburg an der Havel. Wahlberechtigt waren bei der letzten Landtagswahl 49.493 Einwohner.

## Übersicht
Gewählter Direktkandidat
- 1990: Stefan Körber (SPD)
- 1994: Werner Kallenbach (SPD)
- 1999: Werner Kallenbach (SPD)
- 2004: Ralf Holzschuher (SPD)
- 2009: Ralf Holzschuher (SPD)
- 2014: Ralf Holzschuher (SPD)
- 2019: Britta Kornmesser (SPD)
- 2024: Britta Kornmesser (SPD)

Zweitstimmenanteile der Parteien in Prozent
| Jahr | Wbt. | SPD  | LINKE | CDU  | FDP | Grüne | DVU | NPD | BVB/FW | AfD  | Tierschutz | BSW  | Sonstige |
| ---- | ---- | ---- | ----- | ---- | --- | ----- | --- | --- | ------ | ---- | ---------- | ---- | -------- |
| 1999 | 48,7 | 41,9 | 24,0  | 24,2 | 1,9 | 01,7  | 4,7 |     |        |      |            |      | 1,6      |
| 2004 | 49,1 | 37,1 | 25,3  | 19,9 | 2,9 | 02,9  | 5,8 |     |        |      |            |      | 6,1      |
| 2009 | 60,8 | 36,2 | 26,9  | 22,0 | 5,1 | 04,5  | 0,9 | 2,2 |        |      |            |      | 2,2      |
| 2014 | 38,6 | 36,3 | 17,4  | 24,9 | 1,0 | 06,1  |     | 1,4 | 0,8    | 10,3 |            |      | 1,8      |
| 2019 | 52,7 | 25,5 | 10,2  | 17,4 | 3,5 | 12,4  |     |     | 5,8    | 21,1 | 2,6        |      | 1,5      |
| 2024 | 65,6 | 33,0 | 03,2  | 11,0 | 0,7 | 04,8  |     |     | 2,9    | 25,7 | 2,3        | 14,2 | 2,2      |

## Landtagswahl 2024
Bei der Landtagswahl 2024 wurde Britta Kornmesser im Wahlkreis direkt gewählt. Das offizielle Endergebnis:
| Gegenstand der Nachweisung | Gegenstand der Nachweisung | Erst- stimmen | Erst- stimmen | Zweit- stimmen | Zweit- stimmen |
| Bewerber                   | Partei                     | Anzahl        | %             | Anzahl         | %              |
| -------------------------- | -------------------------- | ------------- | ------------- | -------------- | -------------- |
| Wahlberechtigte            | Wahlberechtigte            | 48.979        | –             | 48.979         | –              |
| Wählende                   | Wählende                   | 32.154        | 65,6          | 32.154         | 65,6           |
| Ungültige Stimmen          | Ungültige Stimmen          | 546           | 01,7          | 319            | 01,0           |
| Gültige Stimmen            | Gültige Stimmen            | 31.608        | 98,3          | 31.835         | 99,0           |
| davon                      |                            |               |               |                |                |
| Britta Kornmesser          | SPD                        | 12.398        | 39,2          | 10.501         | 33,0           |
| Axel Brösicke              | AfD                        | 9.189         | 29,1          | 8.197          | 25,7           |
| Dierk Lause                | CDU                        | 4.379         | 13,9          | 3.500          | 11,0           |
| Tammo Westphal             | Bündnis 90/Die Grünen      | 793           | 02,5          | 1.527          | 04,8           |
| Christin Willnat           | Die Linke                  | 1.445         | 04,6          | 1.026          | 03,2           |
| Dirk Stieger               | BVB/FW                     | 2.142         | 06,8          | 932            | 02,9           |
| Marvin Zinke               | FDP                        | 409           | 01,3          | 229            | 00,7           |
| –                          | Tierschutzpartei           | –             | –             | 728            | 02,3           |
| Sascha Guido Zumbusch      | Plus (Piraten, ÖDP, Volt)  | 854           | 02,7          | 477            | 01,5           |
| –                          | BSW                        | –             | –             | 4.529          | 14,2           |
| –                          | III. Weg                   | –             | –             | 16             | 00,1           |
| –                          | DKP                        | –             | –             | 23             | 00,1           |
| –                          | DLW                        | –             | –             | 94             | 00,3           |
| –                          | WU                         | –             | –             | 55             | 00,2           |

## Landtagswahl 2019
Bei der Landtagswahl 2019 wurde Britta Kornmesser im Wahlkreis direkt gewählt. Das offizielle Endergebnis:
| Gegenstand der Nachweisung | Gegenstand der Nachweisung | Erst- stimmen | Erst- stimmen | Zweit- stimmen | Zweit- stimmen |
| Bewerber                   | Partei                     | Anzahl        | %             | Anzahl         | %              |
| -------------------------- | -------------------------- | ------------- | ------------- | -------------- | -------------- |
| Wahlberechtigte            | Wahlberechtigte            | 49.493        | –             | 49.493         | –              |
| Wählende                   | Wählende                   | 26.097        | 52,7          | 26.097         | 52,7           |
| Ungültige Stimmen          | Ungültige Stimmen          | 485           | 01,9          | 386            | 01,5           |
| Gültige Stimmen            | Gültige Stimmen            | 25.612        | 98,1          | 25.711         | 98,5           |
| davon                      |                            |               |               |                |                |
| Britta Kornmesser          | SPD                        | 6.521         | 25,5          | 6.544          | 25,5           |
| Jean Schaffer              | CDU                        | 4.723         | 18,4          | 4.468          | 17,4           |
| Andreas Kutsche            | Die Linke                  | 3.270         | 12,8          | 2.628          | 10,2           |
| Axel Brösicke              | AfD                        | 5.271         | 20,6          | 5.419          | 21,1           |
| René Blumenthal            | Bündnis 90/Die Grünen      | 2.696         | 10,5          | 3.181          | 12,4           |
| Norbert Langerwisch        | BVB/FW                     | 2.203         | 08,6          | 1.493          | 05,8           |
| –                          | PIRATEN                    | –             | –             | 172            | 00,7           |
| Marc Puhlmann              | FDP                        | 928           | 03,6          | 902            | 03,5           |
| –                          | ÖDP                        | –             | –             | 169            | 00,7           |
| –                          | Tierschutzpartei           | –             | –             | 674            | 02,6           |
| –                          | V-Partei³                  | –             | –             | 61             | 00,2           |

## Landtagswahl 2014
Bei der Landtagswahl 2014 wurde Ralf Holzschuher im Wahlkreis direkt gewählt.
Die weiteren Wahlkreisergebnisse:
| Gegenstand der Nachweisung | Gegenstand der Nachweisung | Erst- stimmen | Erst- stimmen | Zweit- stimmen | Zweit- stimmen |
| Bewerber                   | Partei                     | Anzahl        | %             | Anzahl         | %              |
| -------------------------- | -------------------------- | ------------- | ------------- | -------------- | -------------- |
| Wahlberechtigte            | Wahlberechtigte            | 50.506        | –             | 50.506         | –              |
| Wählende                   | Wählende                   | 19.489        | 38,6          | 19.489         | 38,6           |
| Ungültige Stimmen          | Ungültige Stimmen          | 406           | 02,1          | 323            | 01,7           |
| Gültige Stimmen            | Gültige Stimmen            | 19.083        | 97,9          | 19.166         | 98,3           |
| davon                      |                            |               |               |                |                |
| Ralf Holzschuher           | SPD                        | 7.429         | 38,9          | 6.959          | 36,3           |
| René Kretzschmar           | Die Linke                  | 3.166         | 16,6          | 3.328          | 17,4           |
| Jean Schaffer              | CDU                        | 5.167         | 27,1          | 4.770          | 24,9           |
| Yvonne Plaul               | Bündnis 90/Die Grünen      | 1.160         | 06,1          | 1.165          | 06,1           |
|                            | FDP                        | –             | –             | 194            | 01,0           |
|                            | NPD                        | –             | –             | 261            | 01,4           |
| Botho Deregoski            | BVB/FW                     | 269           | 01,4          | 149            | 00,8           |
|                            | REP                        | –             | –             | 28             | 00,1           |
|                            | DKP                        | –             | –             | 41             | 00,2           |
| Klaus-Peter Fischer        | AfD                        | 1.891         | 09,9          | 1.973          | 10,3           |
|                            | PIRATEN                    | –             | –             | 298            | 01,6           |

## Landtagswahl 2009
Bei der Landtagswahl 2009 wurde Ralf Holzschuher im Wahlkreis direkt gewählt.
Die weiteren Wahlkreisergebnisse:
| Gegenstand der Nachweisung | Gegenstand der Nachweisung | Erst- stimmen | Erst- stimmen | Zweit- stimmen | Zweit- stimmen |
| Bewerber                   | Partei                     | Anzahl        | %             | Anzahl         | %              |
| -------------------------- | -------------------------- | ------------- | ------------- | -------------- | -------------- |
| Wahlberechtigte            | Wahlberechtigte            | 51.251        | –             | 51.251         | –              |
| Wählende                   | Wählende                   | 31.164        | 60,8          | 31.164         | 60,8           |
| Ungültige Stimmen          | Ungültige Stimmen          | 1.038         | 03,3          | 755            | 02,4           |
| Gültige Stimmen            | Gültige Stimmen            | 30.126        | 96,7          | 30.409         | 97,6           |
| davon                      |                            |               |               |                |                |
| Ralf Holzschuher           | SPD                        | 10.292        | 34,2          | 10.993         | 36,2           |
| René Kretzschmar           | Die Linke                  | 8.110         | 26,9          | 8.172          | 26,9           |
| Walter Paaschen            | CDU                        | 7.366         | 24,5          | 6.681          | 22,0           |
| –                          | DVU                        | –             | –             | 275            | 00,9           |
| Martina Marx               | GRÜNE                      | 1.738         | 05,8          | 1.366          | 04,5           |
| Andreas Heldt              | FDP                        | 1.423         | 04,7          | 1.539          | 05,1           |
| –                          | 50 Plus                    | –             | –             | 122            | 00,4           |
| –                          | DKP                        | –             | –             | 34             | 00,1           |
| –                          | REP                        | –             | –             | 41             | 00,1           |
| –                          | Die-Volksinitiative        | –             | –             | 31             | 00,1           |
| Kersten Radzimanowski      | NPD                        | 767           | 02,5          | 658            | 02,2           |
| –                          | RRP                        | –             | –             | 184            | 00,6           |
| Dieter Hückstädt           | Freie Wähler               | 430           | 01,4          | 311            | 01,0           |

## Landtagswahl 2004
Bei der Landtagswahl 2004 wurde Ralf Holzschuher im Wahlkreis direkt gewählt.
Die Landtagswahl 2004 hatte folgendes Ergebnis:
| Gegenstand der Nachweisung | Gegenstand der Nachweisung | Erst- stimmen | Erst- stimmen | Zweit- stimmen | Zweit- stimmen |
| Bewerber                   | Partei                     | Anzahl        | %             | Anzahl         | %              |
| -------------------------- | -------------------------- | ------------- | ------------- | -------------- | -------------- |
| Wahlberechtigte            | Wahlberechtigte            | 52.087        | –             | 52.087         | –              |
| Wählende                   | Wählende                   | 25.550        | 49,1          | 25.550         | 49,1           |
| Ungültige Stimmen          | Ungültige Stimmen          | 840           | 03,3          | 514            | 02,0           |
| Gültige Stimmen            | Gültige Stimmen            | 24.710        | 96,7          | 25.038         | 98,0           |
| davon                      |                            |               |               |                |                |
| Ralf Holzschuher           | SPD                        | 7.593         | 30,7          | 9.293          | 37,1           |
| Walter Paaschen            | CDU                        | 5.765         | 23,3          | 4.983          | 19,9           |
| René Kretzschmar           | PDS                        | 6.707         | 27,1          | 6.339          | 25,3           |
| –                          | DVU                        | –             | –             | 1.445          | 05,8           |
| Erhard Gottschalk          | Grüne                      | 1.142         | 04,6          | 727            | 02,9           |
| Jan Penkawa                | FDP                        | 1.806         | 07,3          | 726            | 02,9           |
| Markus Kriesel             | AfW                        | 585           | 02,4          | 93             | 00,4           |
| Volker Dressler            | AUB-Brandenburg            | 848           | 03,4          | 247            | 01,0           |
| –                          | DKP                        | –             | –             | 45             | 00,2           |
| –                          | Graue                      | –             | –             | 270            | 01,1           |
| –                          | Familie                    | –             | –             | 489            | 02,0           |
| –                          | 50Plus                     | –             | –             | 150            | 00,6           |
| Denny Wichmann             | JA                         | 264           | 01,1          | 60             | 00,2           |
| –                          | Offensive D                | –             | –             | 23             | 00,1           |
| –                          | BRB                        | –             | –             | 146            | 00,6           |

## Landtagswahl 1999
Bei der Landtagswahl 1999 wurde Werner Kallenbach im Wahlkreis direkt gewählt. Die Landtagswahl 1999 hatte folgendes Ergebnis:
| Gegenstand der Nachweisung | Gegenstand der Nachweisung | Erst- stimmen | Erst- stimmen | Zweit- stimmen | Zweit- stimmen |
| Bewerber                   | Partei                     | Anzahl        | %             | Anzahl         | %              |
| -------------------------- | -------------------------- | ------------- | ------------- | -------------- | -------------- |
| Wahlberechtigte            | Wahlberechtigte            | 54.877        | –             | 54.877         | –              |
| Wählende                   | Wählende                   | 26.739        | 48,7          | 26.739         | 48,7           |
| Ungültige Stimmen          | Ungültige Stimmen          | 526           | 02,0          | 316            | 01,2           |
| Gültige Stimmen            | Gültige Stimmen            | 26.213        | 96,7          | 26.423         | 98,8           |
| davon                      |                            |               |               |                |                |
| Werner Kallenbach          | SPD                        | 10.122        | 38.6          | 11.069         | 41,9           |
| ?                          | CDU                        | 6.430         | 24,5          | 6.398          | 24,2           |
| ?                          | PDS                        | 7.497         | 28,6          | 6.332          | 24,0           |
| –                          | DVU                        | –             | –             | 1.230          | 04,7           |
| ?                          | Grüne                      | 546           | 02,1          | 460            | 01,7           |
| ?                          | FDP                        | 977           | 03,7          | 512            | 01,9           |
| –                          | sonstige                   | 641           | 02,4          | 422            | 01,6           |

Anmerkung: 
Die 1999 erzielten Erststimmen-Ergebnisse wurden auf die neue Wahlkreiseinteilung von 2004 umgerechnet. Dabei wurden die Ergebnisse der Erststimme den jeweiligen Parteien, politischen Vereinigungen bzw. Einzelbewerbern zugeordnet und sind daher nicht im Zusammenhang mit den Wahlkreisbewerbern zu sehen.